# Slayton
La ville américaine de Slayton est le siège du comté de Murray, dans l’État du Minnesota. Lors du recensement de 2010, sa population s’élevait à 2 153 habitants.

## Source
- (en) Cet article est partiellement ou en totalité issu de l’article de Wikipédia en anglais intitulé « Slayton, Minnesota » (voir la liste des auteurs).